# Teracotona obscurum
Teracotona obscurum är en fjärilsart som beskrevs av Walker 1856. Teracotona obscurum ingår i släktet Teracotona och familjen björnspinnare. Inga underarter finns listade i Catalogue of Life.